# Erpetogomphus crotalinus
Erpetogomphus crotalinus – gatunek ważki z rodziny gadziogłówkowatych (Gomphidae). Występuje na terenie Ameryki Północnej, Ameryki Południowej i Ameryki Środkowej.